# Pedro Vallana

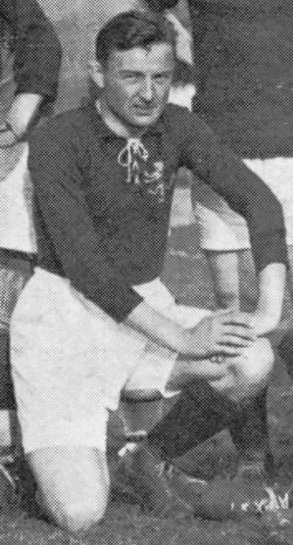

Pedro Vallana, född 29 november 1897 i Algorta, död 4 juli 1980 i Montevideo, var en spansk fotbollsspelare.
Vallana blev olympisk silvermedaljör i fotboll vid sommarspelen 1920 i Antwerpen.